# Rudolph Reti
Rudolph Reti, również Réti, serb. Рудолф Рети Rudolf Reti (ur. 27 listopada 1885 w Užicach, zm. 7 lutego 1957 w Montclair w stanie New Jersey) – amerykański teoretyk muzyki, pianista i kompozytor pochodzenia serbskiego.

## Życiorys
Brat szachisty Richarda Rétiego. Uczył się gry na fortepianie w wiedeńskiej Musikakademie i studiował muzykologię na Uniwersytecie Wiedeńskim, pobierał też prywatnie lekcje kompozycji u Arnolda Schönberga. W 1910 roku uzyskał stopień doktora. Działał na rzecz popularyzacji muzyki współczesnej zarówno jako wykonawca, jak i teoretyk, był jednym ze współzałożycieli Międzynarodowego Towarzystwa Muzyki Współczesnej (1922). Dokonał prawykonania wielu atonalnych utworów Schönberga, m.in. Drei Klavierstücke (1911). W latach 1930–1938 publikował krytyki muzyczne w wiedeńskim czasopiśmie „Das Echo”. W 1938 roku wyemigrował do Stanów Zjednoczonych. Wykładał na Yale University. Był redaktorem „Musical Digest” i działaczem American Musicological Society. W 1943 roku poślubił kanadyjską pianistkę Jean Sahlmark, z którą w 1950 roku osiadł w Montclair w stanie New Jersey.
Opublikował prace teoretyczno-analityczne poświęcone twórczości Ludwiga van Beethovena i Roberta Schumanna: The Thematic Process in Music (1951) oraz Thematic Patterns in Sonatas of Beethoven (1967). Ponadto był autorem pracy teoretycznej Tonality, Atonality, Pantonality (1958). Wychodząc od poglądów Arnolda Schönberga sformułował pojęcie „komórki integrującej” (basic cell), odnoszące się do abstrakcyjnego zbioru kilku klas wysokości, wyodrębnianego jako fundament wielu różnych tematów melodycznych, ulegającego następnie różnym upostaciowieniom.
Skomponował m.in. utwory Symphonia mystica (1951), Triptychon na orkiestrę (1953) i Concertino na wiolonczelę i orkiestrę (1953), ponadto 2 koncerty fortepianowe, sonatę skrzypcową, utwory fortepianowe i wokalne oraz pieśni.